# Richard Bärwinkel
Friedrich Wilhelm Richard Bärwinkel (* 3. Juli 1840 in Dallmin; † 12. Juli 1911 in Erfurt) war ein deutscher evangelischer Theologe und Pfarrer.

## Leben
Bärwinkel, Sohn eines Pfarrers und Superintendenten, besuchte das Gymnasium in Torgau und studierte ab 1859 zuerst Philologie an der Universität Bonn. Nach einem Semester wechselte er zum Theologiestudium an die Universität Halle, wo ihn vor allem August Tholuck und Willibald Beyschlag prägten. Im Herbst 1862 wurde er Hauslehrer in Erfurt. Im folgenden Jahre wurde er in Erfurt Lehrer an der Realschule. Ab 1868 bekleidete er das Pfarramt der Reglergemeinde. Daneben war er ab 1887 Senior (Superintendent) des Kirchenkreises Erfurt. Ab 1891 war er Mitglied der Akademie gemeinnütziger Wissenschaften zu Erfurt. Aus gesundheitlichen Gründen gab er 1908 sein Pfarramt auf, blieb aber bis zu seinem Tod Senior.
Jenseits des Gemeindepfarramts engagierte sich Bärwinkel vor allem im Gustav-Adolf-Verein, ab 1872 als Vorsitzender des Zweigvereins der Provinz Sachsen. Er setzte sich für die Errichtung eines Lutherdenkmals in Erfurt ein, das 1889 enthüllt wurde. Bedeutsam war auch Bärwinkels Wirken im Evangelischen Bund, dessen Gründungsversammlung 1886 er in Erfurt organisierte. Er war Teilnehmer der Fahrt auf SS Bohemia nach Palästina zur Eröffnung der Erlöserkirche in Jerusalem am 31. Oktober 1898 durch den Deutschen Kaiser Wilhelm II.

## Schriften (Auswahl)
- Die neueste Antisklavereibewegung und die evangelische Mission in Ostafrika. Strien, Halle a. S. 1889.
- Aus meinem Leben. Ein Beitrag zur Kirchengeschichte Erfurts in den letzten 40 Jahren. Erfurt 1909.